# Liste des codes OACI des aéroports/H
Pour un article plus général, voir Liste des codes OACI des aéroports.
 (avril 2025).
Si vous disposez d'ouvrages ou d'articles de référence ou si vous connaissez des sites web de qualité traitant du thème abordé ici, merci de compléter l'article en donnant les références utiles à sa vérifiabilité et en les liant à la section « Notes et références ».
- A
- B
- C
- D
- E
- F
- G
- H
- I
- J
- K
- L
- M
- N
- O
- P
- Q
- R
- S
- T
- U
- V
- W
- X
- Y
- Z

## HA –Éthiopie
- HAAB – Aéroport international de Bole, Addis Ababa
- HAAL – Aéroport militaire de Lideta
- HAAM – Aéroport d'Arba Minch, Arba Minch
- HAAX – Aéroport d'Aksoum, Axum
- HABC – Aéroport de Baco, Baco
- HABD – Aéroport de Bahir Dar, Bahir Dar
- HABE – Aéroport de Beica, Beica
- HABU – Aéroport de Bulchi, Bulchi
- HADC – Aéroport de Combolcha, Dessie
- HADD – Aéroport de Dembidolo, Dembidolo
- HADM – Aéroport de Debre Markos, Debre Marqos
- HADR – Aéroport international d'Aba Tenna Dejazmach Yilma, Dire Dawa
- HADT – Aéroport de Debre Tabor, Debre Tabor
- HAFN – Aéroport de Fincha, Finicha'a
- HAGB – Aéroport de Robe, Goba
- HAGM – Aéroport de Gambela, Gambela
- HAGN – Aéroport de Gondar, Gondar
- HAGO – Aéroport de Gode (militaire), Gode
- HAGR – Aéroport de Gore, Gore
- HAHM – Harar Meda Airport, Debre Zeyit
- HAHU – Aéroport de Humera, Humera
- HAJM – Aba Segud Airport, Jimma
- HAKD – Aéroport de Kebri Dahar, Kabri Dar
- HAKL – Aéroport de Kelafo, Kelafo
- HALA – Aéroport de Awasa, Awasa
- HALL – Aéroport de Lalibela, Lalibela
- HAMK – Alula Aba Airport, Mék'élé
- HAMN – Mendi Airport, Mendi
- HAMT – Aéroport de Mizan Teferi, Mizan Teferi
- HANG – Aéroport de Neghele (militaire), Negele Boran
- HANJ – Aéroport de Nejjo, Nejo
- HANK – Aéroport de Nekemte, Nekemte
- HASO – Aéroport d'Asosa, Asosa
- HATP – Aéroport de Tippi, Tippi
- HAWC – Aéroport de Wacca, Wacca

## HB –Burundi
- HBBA – Aéroport international de Bujumbura

## HC –Somalie
- HCMM – Aéroport international de Mogadiscio

## HD –Djibouti
- HDAM – Aéroport international Ambouli

## HE –Égypte
- HEAR – Aéroport El-Arish International
- HEBL – Aéroport d'Abou Simbel
- HECA – Aéroport international du Caire
- HESH – Aéroport international de Charm el-Cheikh

## HH –Érythrée
- HHAS – Aéroport international d'Asmara

## HK –Kénya
- HKJK – Aéroport international Jomo Kenyatta, Nairobi
- HKKI – Aéroport de Kisumu
- HKMO – Aéroport international Moi, Mombasa

## HL –Libye
- HLLT – Aéroport international de Tripoli

## HR –Rwanda
- HRYR – Aéroport de Kigali

## HS –Soudan
- HSSS – Aéroport international de Khartoum

## HT –Tanzanie
- HTDA – Aéroport international Julius Nyerere
- HTKJ – Aéroport international du Kilimandjaro

## HU –Ouganda
- HUEN – Aéroport international d'Entebbe